# Psephenus haldemani
Psephenus haldemani is een keversoort uit de familie keikevers (Psephenidae). De wetenschappelijke naam van de soort werd in 1870 gepubliceerd door George Henry Horn.